# Olenecamptus tagalus
Olenecamptus tagalus är en skalbaggsart som beskrevs av Heller 1923. Olenecamptus tagalus ingår i släktet Olenecamptus och familjen långhorningar.
Artens utbredningsområde är Filippinerna. Inga underarter finns listade i Catalogue of Life.